# Joan VII d'Harcourt
Joan VII d'Harcourt, comte d'Harcourt, mort el 18 de desembre de 1452 a Châtellerault, va ser cavaller, comte d'Aumale d'Harcourt, vescomte de Châtellerault, senyor de Mézières, d'Elbeuf, de Lillebonne, de La Saussaye, etc.
Era el fill de Joan VI d'Harcourt, comte d'Harcourt, i de Caterina de Borbó, cunyada del rei Carles V de França.
Va participar en el setge de Taillebourg on va ser fet cavaller pel seu oncle Lluís II de Borbó. Va fer igualment el setge de Tunis i d'Harfleur. Es va distingir en el moment de la batalla d'Azincourt (1415), on va ser fet presoner.
El 1418, el seu castell d'Harcourt va ser pres pels anglesos. Els seus títols de comte d'Aumale i d'Harcourt van ser usurpats i donats als comte de Warwick i al duc de Clarence. El seu cosí el rei Carles VI de França el va sostenir llavors nomenant-lo capità general de Normandia i atorgant-li un donatiu de mil lliures.
Va morir el 18 de desembre de 1452 i va ser inhumat al convent dels franciscans de Châtellerault que havia fundat. Amb ell es va extingir la branca gran dels comtes d'Harcourt.
S'havia casat el 17 de març de 1389 amb Maria d'Alençon (morta el 1418), princesa de la sang, filla de Pere II d'Alençon i de Maria Chamaillard d'Anthenaise, vescomtessa de Beaumont. Fou el pare de:
- Joan VIII d'Harcourt (1396-1424), comte d'Aumale i d'Hartcourt i comte titular de Mortain, tinent i capità general de Normandia, mort a la batalla de Verneuil el 1424.
- Maria d'Harcourt (1398-1476) esposa d'Antoni de Lorena, comte de Vaudémont i de Guisa, que és a l'origen de la branca dels Harcourt-Lorena. A la mort del seu germà va heretar Aumale i va reclamar Harcourt.
- Joana d'Harcourt casada amb Joan III de Rieux, senyor de Rochefort, que a la mort del seu germà va heretar el comtat d'Harcourt.